# Faro Homigot
El Faro Homigot (en coreano: 호미곶 등대) es una estructura que se localiza no muy lejos del Cabo de Homigot consiste en una torre de faro de 26,4 metros de alto que fue construida en 1903.  Creado por un arquitecto francés en forma octogonal, la obra es considerada como la mejor de su tipo en Corea del Sur. También es el más antiguo y sigue siendo el faro más alto en el país.  La construcción fue realizada por una compañía china.
Junto al faro hay un jardín/memorial dedicado a la Dinastía Joseon.
El plano focal del lente utilizado es 31 m y en caso de niebla, la sirena de niebla cada 60 segundos envía una señal acústica.